# 野々浩介
野々 浩介（のの こうすけ、1914年9月21日  - 1991年6月19日）は、東京市（現：東京都）出身の俳優、声優。

## 人物
本名は野々山 浩司（ののやま こうじ）。日本大学専門部芸術科映画科卒業。
1936年、東宝映画京都撮影所入社。1938年5月、大阪劇団宝塚ショー入社。1941年12月、ムーランルージュ新宿座に入団し、軽演劇を中心に活動。人生座、ラジオ東京、伊藤事務所、フリーランス期間、新作座、カタバミ事務所、さむらいプロなどに所属。映画、テレビドラマの端役のほか、人形劇やラジオドラマの声優としても活動した。
1991年6月19日、死去。76歳没。

## 出演作品

### テレビドラマ

#### NHK
- 素人ラジオ探偵局
  - 仇討時代（1955年）
  - 仮装競艶録 -NHKホール-（1956年） - 勇太郎
- 探偵は誰だ（1956年）
- 水曜くらぶ（1956年）
- お笑い三人組（1957年）
  - 第9話「絶対待つべしの巻」 - 田中さん
  - 第51話「賴もしき男たちの巻」 - 理髪店の主人
- 隣りも隣り - アパートの管理人
  - 第5話（1957年）
  - 第18話（1958年）
- お好み日曜座
  - コメディー 俺は強いんだぞ（1957年）
  - ピエロが泣いた（1959年）
- 私だけが知っている 第48話「ミイラの呪い」（1958年）
- しかもバスは走って行く（1959年）
- パノラマ劇場
  - 第15話（1960年）
  - 第43話（1961年）
- テレビ指定席 / 王将（1961年）
- 事件記者
  - 第269話「通信員」（1963年）
  - 第327話「頂上作戦」（1964年）

#### 日本テレビ
- 青春スイート娘（1954年 - 1955年）
- 奥様はバラのトゲ（1955年 - 1956年）
- 新婚旧婚（1955年 - 1956年） - 主演
- 駐在所日記（1956年 - 1958年）
- ムーラン劇場 - 主演
  - 第1話「三人宿」（1956年）
  - 虚説国定忠治
- 武志のいなくなるまで（1957年）
- 大助捕物帳（1958年）
- 夫婦百景
  - 第12話「あべこべ夫婦」（1958年） - 主演
  - 第33話「物忘れ亭主とその妻」（1958年）
  - 第74話「ある若い夫婦」（1959年）
  - 第75話「迷信夫婦」（1959年） - 主演
  - 第90話「母型女房」（1960年） - 主演
  - 第97話「風の中の夫婦」（1960年）
  - 第101話「おせっかい亭主」（1960年） - 主演
  - 第109話「真打ち夫婦」（1960年）
  - 第116話「けたはずれ夫婦」（1960年）
  - 第122話「無題夫婦」（1960年）
  - 第126話「げてもの狂亭主」（1960年） - 主演
  - 第171話「アルバイト亭主」（1961年） - 主演
  - 第210話「天然夫婦」（1962年）
  - 第328話「ドカン病亭主」（1964年）
  - 第353話「H?亭主」（1966年）
- O・ヘンリー名作劇場（1958年）
- ダイヤル110番 第70話「松の内異聞」（1959年）
- ヤシカゴールデン劇場
  - 芽をふく葦（1959年）
  - 裏長屋物語（1960年）
- スリラー劇場・夜のプリズム 第33話「百舌鳥」（1959年）
- 日産劇場 / 現代幸福読本 第3話「暴力のたのしさについて」（1959年） - 主演
- この空の下に 第1話「マギーちゃんのラーメン」（1959年）
- 廻れ人生（1960年）
  - 第2話「星くず紳士」
  - 第14話「真実」
  - 第27話「戦国無情」 - 主演
- 木曜ワイドアワー / いでゆの女「環状隧道」より（1960年）
- 愛の劇場
  - 第42話「憎い笑顔」（1960年）
  - 第99話「かけうどん」（1961年） - 主演
  - 第173話「おとぎばなし離婚」（1963年）
- 人生うらおもて 第13話「その人の名は」（1960年）
- おてんば天使（1961年）
- 決定的瞬間 第17話「掘る」（1961年）
- 半七捕物帳 第8話（1961年）
- 人生の四季
  - 第31話「もぐらの春」（1962年）
  - 第54話「松茸山考」
  - 第68話「蟹江四郎の青春」 - 蟹江四郎 主演
- 娘の結婚 第2話「パパは漫画家」（1963年）
- 日産スター劇場（1964年）
  - きつね馬（1964年）
  - あぶない女（1964年）
  - 後妻と七人の子供たち（1965年）
  - あなたもケチになれる（1965年）
  - 裏口からどうぞ（1966年）
  - 怒れ! 山猿先生（1966年）
  - でっかく生きろ!（1967年）
  - 開局十四周年記念番組「遠めがねと冒険」（1967年）
- これが青春だ 第11話「男性飼育法」（1967年）
- 遠山の金さん 第2話「腕一本」（1967年）
- 太陽野郎 第3話「消えた白牛」（1967年）
- 剣 第45話「博奕ざむらい」（1968年）
- ローンウルフ 一匹狼 第28話「銃弾の中の冴子」（1968年）
- 弥次喜多隠密道中 第19話「宿命の対決」（1972年）
- だから大好き! 第6話「コートで恋のキューピット!」（1972年）
- 超人バロム・1（1972年）
  - 第11話「毒ガス魔人ゲジゲルゲ」 - 下地博士（ゲジゲルゲ人間態）
  - 第15話「魔人ミノゲルゲが君の町をねらう!!」 - 岡田吾作
- 太陽にほえろ! 第96話「ボスひとり行く」（1974年）

#### KR→TBS
- 日真名氏飛び出す（1955年 - 1962年）
- 不二家の時間 / 猿飛佐助旅日記（1955年 - 1956年）
- 笑劇場 / 犯人はうたがお好き（1956年）
- ありちゃんのおかっぱ侍 第3、4話（1957年）
- 東芝日曜劇場
  - 第25回「ひと夜」（1957年）
  - 第46回「ネオンの雑草」（1957年）
- きんぴら先生行状記
- おさげ社長シリーズ（1958年）
- 虹をかける戦士
- 日立劇場 / 凧（1960年）
- 慎太郎ミステリー 暗闇の声 / 雨（1960年）
- スチール・スター劇場 / Sの背中（1960年）
- 恋愛専科 / コロシてやりたい!!（1961年）
- 花の番地（1962年 - 1963年）
- 図々しい奴 第5話（1963年）
- いまに見ておれ 第7話（1964年）
- 土曜日の虎 第18話「ニューヨークから来たスパイ」（1966年）
- 渥美清の泣いてたまるか
  - 第17話「僕も「逃亡者」」（1966年）
  - 第76話「おゝ怪獣日本一」（1968年）
- 木下恵介劇場 / 記念樹 第45話（1967年）
- テレビ映画 / 日高川 第6話（1967年）
- 柔道一直線（1969年 - 1971年、TBS / 東映） - 校長先生
- 天皇の世紀 第9話「急流」（1971年） - 近衛忠房
- なんたって18歳! 第15話「大脱走なのだ」（1972年）
- 花王愛の劇場
  - 名もなく貧しく美しく（1976年）
  - 白衣の姉妹（1978年）
- 青春の門 第一部 第10話（1976年）

#### フジテレビ
- のり平ジョークボックス（1959年）
  - 第2話「背番号17」
  - 第10話「特ダネ涙あり」
- トップ屋（1960年）
- チエミのかわら版太平記 第35話（1960年）
- 直木賞シリーズ（1960年）
  - 面
  - 喜劇 本日発売
- サラリーマン巌流島 第22話「オヤジ教育」（1961年） - 中島
- 夫の居ぬ間
  - 第1話「女名前に御用心」（1962年） - 中山氏 ※主演
  - 第44話「誤解して下さい」（1963年）
- 男は太郎（1964年） - 山田課長
- 柳生十兵衛 第14話「武蔵を見た」（1971年） - 佐伯主膳
- ジキルとハイド 第1話「けものの薬」（1973年）
- 乱れ雲（1974年）
- 大盗賊 第3話「あぶく銭をさらえ!」（1974年）
- お昼のテレビ小説 / 女ひとり（1977年）

#### テレビ朝日
- 清水港は鬼でも笑う（1959年）
- デン助のお巡りさん（1959年）
- あの波の果てまで（1959年）
- 坂東好太郎アワー / 江戸っ子長次（1959年）
- 瓦版繁盛記 第4話「洗脳さわぎ」（1959年）
- 風流交差点 妻恋し（1959年）
- コメディー 私売ります（1960年）
- 水道完備ガス見込（1960年） - 羅宗草介 ※主演
- 大学は花ざかり 第4話「われた偶像」（1960年）
- 判決 第1シリーズ 第93話「ゆみ子」（1964年）
- 鉄道公安36号 第64話「悲しき驀進」（1964年）
- おかあさん劇場 東京のこだま / PTA奥様は黒がお好き（1965年）
- 特別機動捜査隊
  - 第200話「女の終着駅」（1965年） - 今井田
  - 第211話「焼死体」（1965年）
  - 第242話「化石のような女」（1966年）
  - 第264話「晴れた朝が憎い」（1966年）
  - 第391話「射殺命令707」（1969年） - 柴山
  - 第405話「愛憎の吊り橋」（1969年） - 山本辰夫
  - 第416話「秋風のブルース」（1969年） - 寺内
  - 第548話「影を追う女」（1972年） - 船山
- 絢爛たる復讐 第12話「華麗なる決闘」（1969年）
- 仮面ライダーシリーズ
  - 仮面ライダー
    - 第20話「火を吹く毛虫怪人ドクガンダー」、第21話「ドクガンダー大阪城の対決!」（1971年） - 小泉教授[8]
    - 第88話「怪奇 血を呼ぶ黒猫の絵!」（1972年） - 科学者

  - 仮面ライダーV3 第16話「ミサイルを背おったヤモリ怪人!」（1973年） - 岩吉
- 荒野の素浪人
  - 第1シリーズ 第7話「爆破 隠し金輸送」（1972年）
  - 新・荒野の素浪人 第1話「風塵の剣」（1974年）
- キカイダー01 第36話「四次元の怪 恐怖のタイム旅行」（1974年） - 平賀源内
- 右門捕物帖 第4話「罠」（1974年） - 居酒屋の亭主
- 幡随院長兵衛 第20話「鉄火場の女」（1974年）
- ザ★ゴリラ7 第22話「皆殺しのラインアップ」（1975年）

#### 東京12チャンネル→テレビ東京
- プレイガール
  - 第24話「女の勝負は危険がいっぱい」（1969年）
  - 第85話「目撃者死んで貰います」（1970年）
  - 第117話「ギャング，父ありき」（1971年） - 銀五郎
- 江戸川乱歩シリーズ 明智小五郎 第11話「復讐鬼 黄金仮面」（1970年）
- 大江戸捜査網
  - 第2シリーズ 第10話「恋と喧嘩の七変化」（1972年）
  - 第3シリーズ 第49話「花嫁暗殺計画」（1974年）

### バラエティ
- ゴールデン亭主コンテスト（毎日放送　1962年）

### 映画
- 人喰い熊（1950年、東京映画）
- 日清戦争風雲秘話 霧の街（1957年、東映） - 喜八
- 緋ざくら大名（1958年、東映京都撮影所） - 素天堂典斎
- 乙女の祈り（1959年、松竹） - 木下正蔵
- 最後の切札（1960年、松竹） - 木村
- ゼロの焦点（1961年、松竹） - 青木
- 特ダネ三十時間 危険な恋人（1961年、東映） - 李清和
- ひばり民謡の旅 べらんめえ芸者佐渡へ行く（1961年、ニュー東映） - 兵頭
- 黄色い風土（1961年、ニュー東映） - 汽車の中の男
- べらんめえ中乗りさん（1961年、ニュー東映） - 大木専務
- 二階の他人（1961年、松竹） - 葉室鉄平
- 新婚シリーズ 月給日は嫌い（1962年、松竹） - 赤羽信三
- 最初が肝心（1962年、松竹） - 赤羽信三
- 裸体（1962年、松竹） - ユーカリの店員
- 下町の太陽（1963年、松竹） - 幸助
- 恋は神代の昔から（1963年、東映） - 長岡慎太郎
- 顔を貸せ（1966年、松竹） - 裕三
- 男の魂（1966年、松竹） - 仙吉
- 雌が雄を喰い殺す かまきり（1967年、松竹） - 暁観光部長
- 喜劇 一発大必勝（1969年、松竹） - 保健所所長
- 無頼漢（1970年、東宝） - 高木小左衛門
- 変態告訴狂女（1975年、東都映画）
- はだしのゲン（1976年、現代ぷろだくしょん） - 校長先生

### 人形劇
- チロリン村とくるみの木（1956年 - 1964年、NHK） - トマト・ケチャップ

### ラジオドラマ
- チャッカリ夫人とウッカリ夫人（1951年 - 1953年、ラジオ東京） - 茶の木[9]
- アッちゃん（1957年 - 1970年、ニッポン放送） - 宇瑠沢